# Menuiserie extérieure

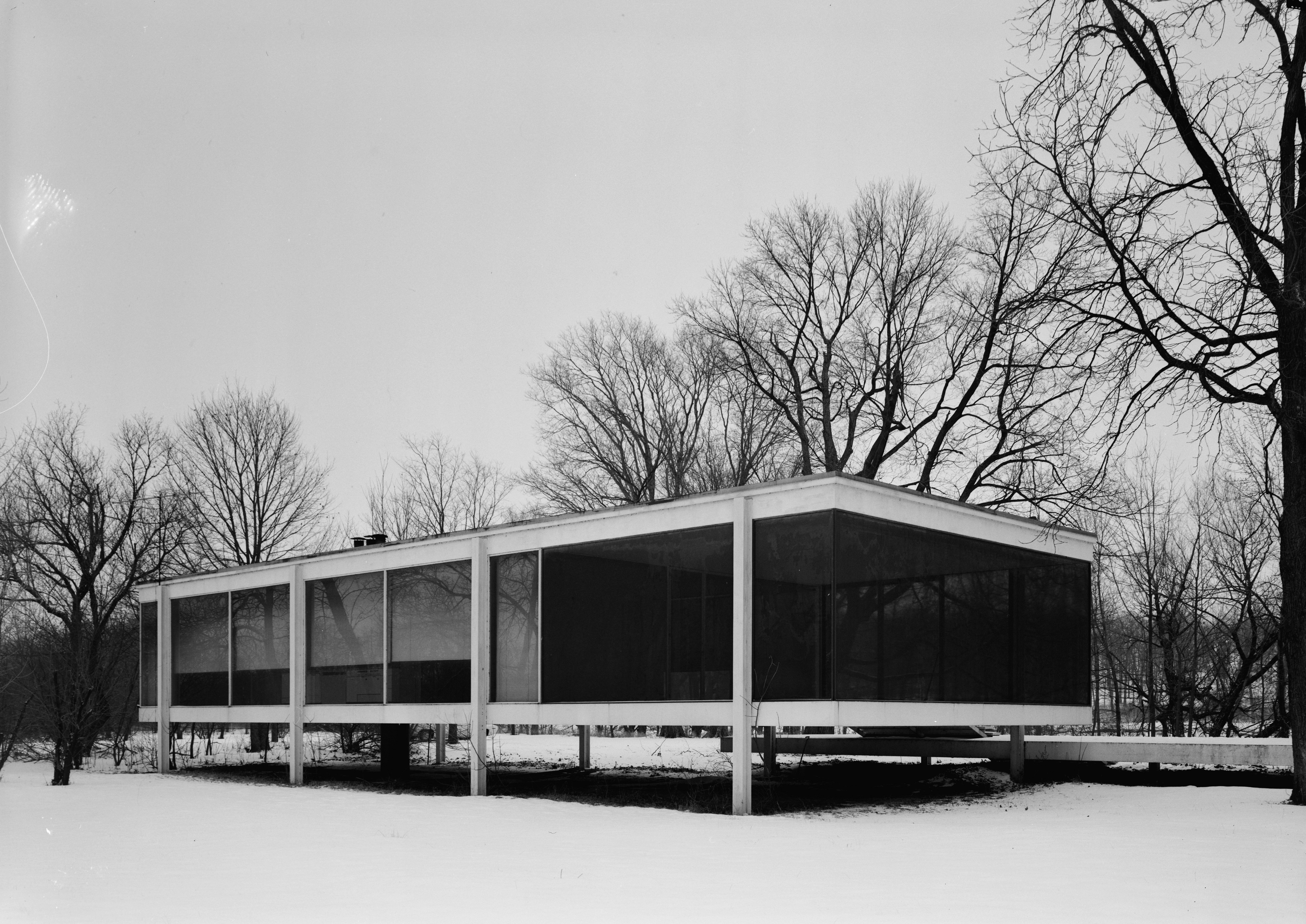
Farnsworth House Plano aux États-Unis de Ludwig Mies van der Rohe, un exemple de menuiseries extérieures très présentes.

La menuiserie extérieure est une menuiserie conçue pour habiller les baies, c’est-à-dire les portes et fenêtres. Elles sont généralement réalisées en bois, aluminium, PVC ou acier. Des solutions mixtes sont parfois envisagées. Les menuiseries extérieures sont fabriquées à partir de profilés préfabriqués qui sont assemblés par le menuisier pour s'adapter aux dimensions de la baies. Le menuisier pose ensuite les menuiseries.
La fonction des menuiseries extérieures est d’assurer l'étanchéité à l'eau et à l'air, de fournir un niveau de sécurité et d'isolation (phonique et thermique) du bâtiment. La pose des menuiseries extérieures fait partie de l'une des dernières étapes du clos et couvert.

## Définition
Les menuiseries extérieures sont conçues pour habiller les baies d'une construction : fenêtres, porte-fenêtre et portes. Elles sont assemblées et posées par un menuisier spécialisé dans la pose de menuiseries extérieures. Les fenêtres de toit font partie de la couverture et sont donc posées par un couvreur. Leur principale qualité est de constituer une bonne isolation contre le froid et le bruit.
Les différents éléments constituant une fenêtre font l'objet d'une terminologie extrêmement variée, qui permet de décrire l'ensemble de la menuiserie, selon sa fonction (éclairage et aération pour les fenêtres, passage pour les portes), son type de pose (emplacement en façade, en toiture, mise en œuvre dans la baie), les matériaux la composant et les composantes d'une menuiserie (bâti ou dormant, châssis ou ouvrant, quincaillerie et fermeture de baie). Cette terminologie connaît des variantes régionales, par exemple le mot « volet » désigne un châssis au Québec et un panneau de fermeture en France. De même, l'usage du mot varie dans le temps, un « volet » ne désignant à l'origine qu'un panneau de fermeture intérieure tandis qu'il est à présent utilisé pour désigner les contrevents (par exemple, un volet roulant).

### Éléments de constitution

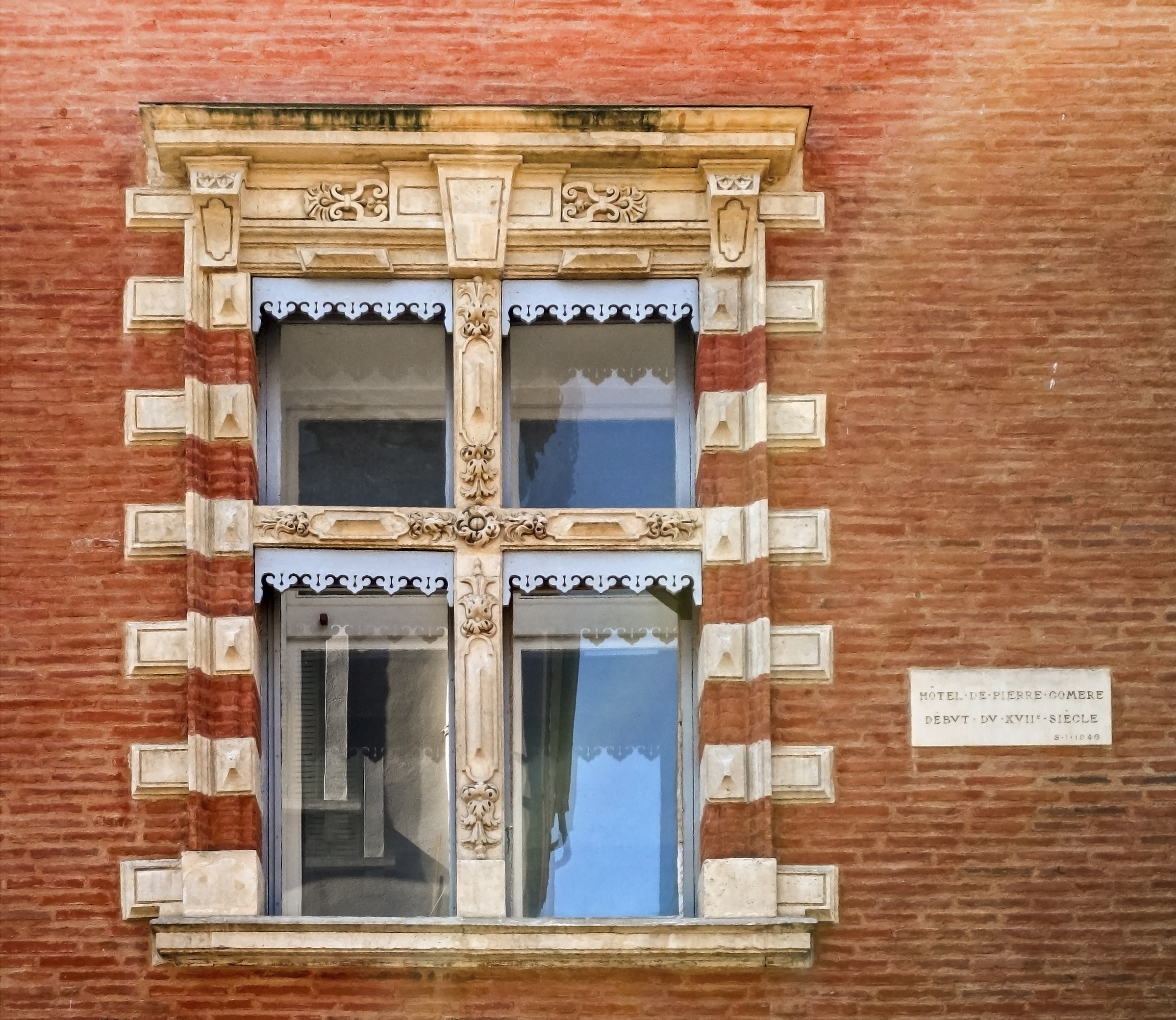
Exemple de menuiserie extérieure dans une fenêtre à meneau.

Une menuiserie extérieure est a minima constituée :
- d'un dormant, qui est fixé dans le gros œuvre ;
- d'un ouvrant ;
- d'un vitrage pour les fenêtres qui peut être du simple, du double ou du triple vitrage ;
- de quincaillerie, qui servent à consolider la menuiserie, à l'ouvrir (gonds, paumelles, charnière selon les cas) et à la condamner (gâche, béquille, crémone, etc.).

## Histoire des menuiseries extérieures

### Portes et volets comme premiers systèmes de fermeture

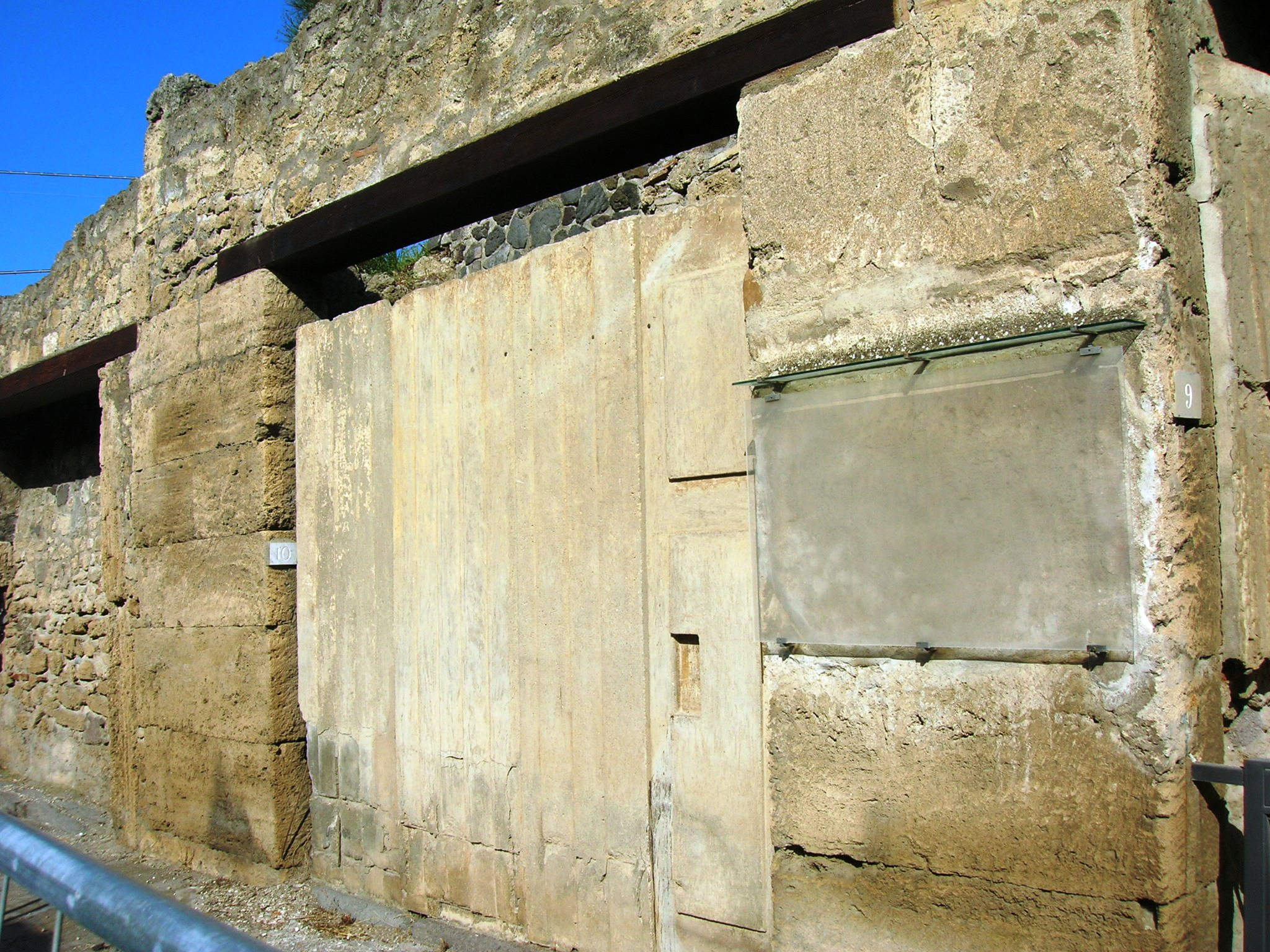
Moulage d'une porte extérieure à Pompéi.

A la préhistoire, des « ouvertures » et « fermetures » équipent les habitats préhistoriques pour que les hommes se protègent des intempéries et des prédateurs. Les représentations de l'Antiquité permettent d'observer des portes et des fenêtres. Sur les vases grecs et italiotes, des fenêtres et portes sont représentées. Les fenêtres sont quadrangulaires, avec parfois la présence de volets constitués de planches clouées sur des traverses. Des gonds à aiguilles sont cités par Parménide. Les portes sont également fermées par un ou plusieurs battants.

### Utilisation du verre à vitre auIersiècle
Les premiers exemples archéologiquement datés de verre à vitre (vitrum) datent du Ier siècle av. J.-C. dans l'époque augustéenne de l'empire romain. Toutefois, l'utilisation du verre dans une menuiserie ne semble s'être répandue qu'à partir du Ier siècle d'abord dans l'empire gallo-romain, avec un usage comme élément usuel de confort à la fin du ce siècle. Les verres à vitre sont répandus dans tout l'Empire à l'époque flavienne dans les thermes, les sanctuaires et l'habitat des notables. La banalisation du verre à vitre modifie l'architecture romaine, avec la multiplication des fenêtres.

### Les profilés PVC
La menuiserie PVC connaît ses balbutiements dans les années 1970. Les chocs pétroliers modifient la façon de construire et poussent vers une meilleure isolation des bâtiments. L'implantation de la menuiserie PVC en Europe commence dès les chocs pétroliers, avec l'Allemagne comme pays précurseur. Dans les années 1990, le PVC est un matériau largement répandu en Espagne, France et au Royaume-Uni et pas implanté en Suède, Norvège, Italie, Grèce, Portugal et Russie. Aux États-Unis, le PVC devient plus utilisé que le bois en rénovation dès 1995.

## Pathologies des menuiseries extérieures
La base de données SYCODÉS, gérée par l'Agence qualité construction (AQC), répertorie les sinistres traités dans le cadre d'expertises Dommages-Ouvrage en France. En 2019, les désordres affectant les portes et les portes-fenêtres font partie du flop 5 de la pathologie en France, en termes d'effectif et de coût de réparation. 
| Destination          | Répartition en % de l'effectif | Répartition en % du coût total |
| -------------------- | ------------------------------ | ------------------------------ |
| Maison individuelle  | 5 %                            | 3 %                            |
| Logements collectifs | 8%                             | 5 %                            |
| Locaux d'activités   | 11 %                           | 7 %                            |

Une étude de pathologie réalisées en 2017 montre que l'origine des désordres est dans 24 % des cas liée à l'interface entre la fenêtre et son support, et notamment au défaut de calfeutrement entre le gros œuvre ou l'ossature bois et la fenêtre. Parmi les autres origines, figurent les défauts de quincaillerie (chariot de menuiseries coulissantes, quincaillerie des oscillo-battants) dans 16 % des cas, les défauts de fabrication des menuiseries (défaut d'assemblage entre les traverses et les montants par exemple) dans 14 % des cas et des défauts de garde-à-l'eau des seuils dans 12 % des cas.

## Marché
Le nombre de fenêtres vendues est de 7,9 millions d'unités en 2000. Entre 2002 et 2017, le nombre de fenêtres vendues oscille entre dix et douze millions d'exemplaires par an en France. Le prix moyen des fenêtres est en augmentation sur cette période, avec un prix moyen de 302 € HT en 2002 et de 480 € HT en 2017. Le taux d'importation des fenêtres par rapport au marché total a augmenté de 4 % en 2006 à 11 % en 2017. Le prix de la pose est plus fluctuant, mais est également en augmentation. 
En termes de part de marché, les fenêtres les plus vendues sont en PVC (57 % des fenêtres en France en 2017). La part de marché de l'aluminium est en augmentation (passage de 18 à 29 %). Celle du bois est en diminution : passage de 17% à 11 % entre 2004 et 2017 quand elle atteignait 28 % en 1999. Les fenêtres mixtes, en légère augmentation, représentent 3 % des fenêtres vendues en France. Les fenêtres à frappe représentent plus d'une fenêtre sur deux tandis que l'oscillo-battant et le coulissant atteignent respectivement 28 % et 14 % du marché.

## Impact environnemental
Les menuiseries extérieures sont des éléments d'ouvrage composite, comprenant ou étant composées de nombreux matériaux différents : PVC, bois, acier, aluminium et vitrage. Environ 8,4 millions de fenêtres sont déposées chaque année en France. Le recyclage se fait par broyage de l'ensemble de la menuiserie pour utiliser le matériau obtenu comme remblai routier ou être enfoui. 
Dans une visée d'économie circulaire, chaque matériau peut être séparé pour être recyclé, toutefois, selon la filière (bois, PVC, aluminium, vitrage), les avancées sont très variables. Le bois composant les châssis ou le bâti d'une menuiserie peuvent être recyclés en parquet, mobilier ou en panneaux de particules. Toutefois, cela est rarement réalisé, la plupart des bois étant soient enfouis, soit valorisés énergétiquement. Le PVC est recyclable en revêtements de sols, canalisations, isolants polystyrène ou profilés de menuiseries. La qualité du PVC recyclé est plus difficile à garantir, notamment en termes de coloris ou de concentration en plomb.